# Коральковець
Коральковець, коральківець (Corallorhiza) — рід рослин родини зозулинцеві (Orchidaceae).

## Будова
Більшість видів роду паразити, що повністю залежать від мікоризного способу життя. Рослини не мають листя, замість коріння має коралоподібні ризоми. Лише Corallorhiza trifida використовує фотосинтез, інші не мають хлорофілу. Через залежність від грибів — коральковець неможливо культивувати.

## Поширення та середовище існування
Всі види окрім Corallorhiza trifida ростуть в Америці.

## Галерея

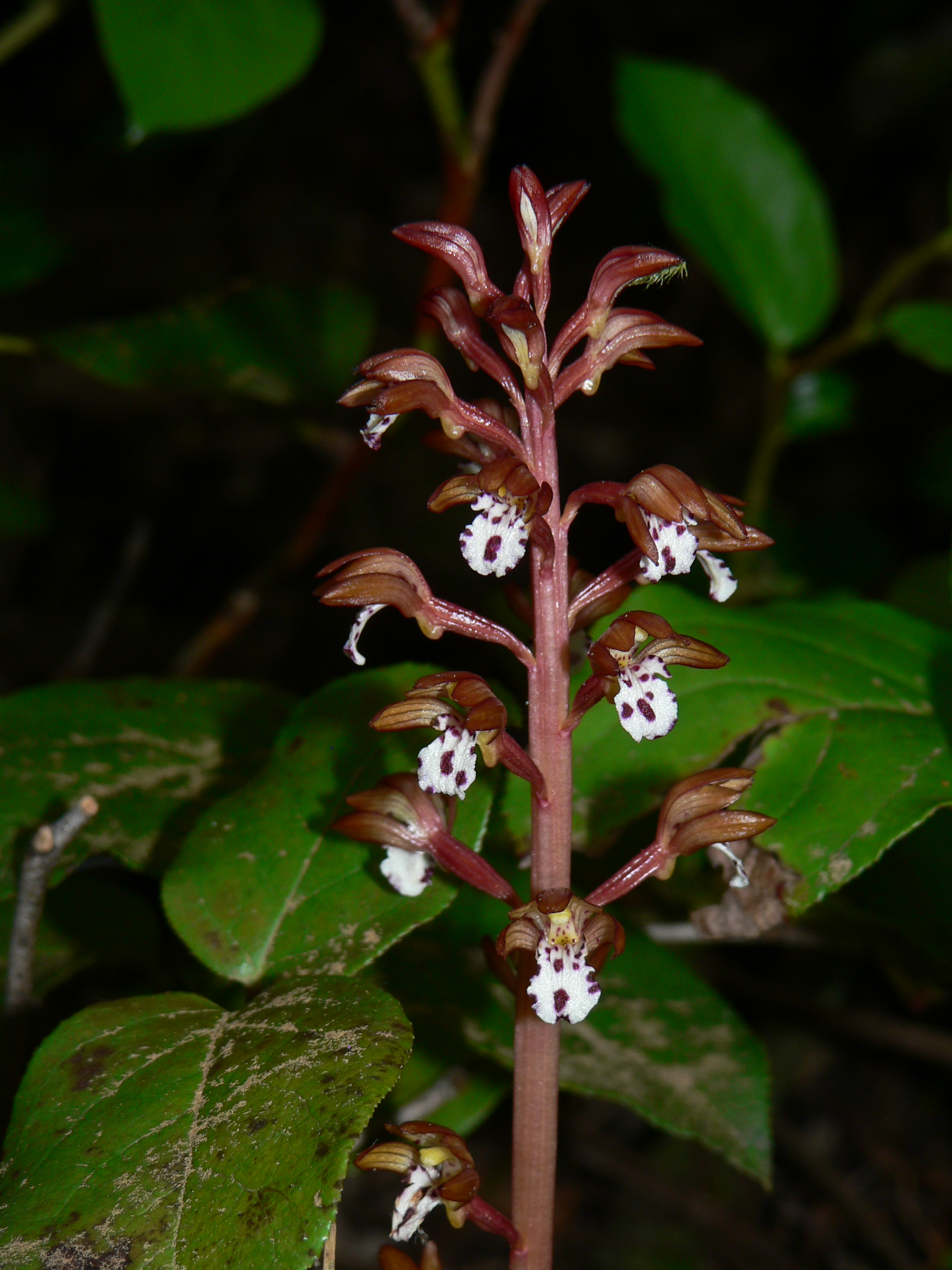
C. maculata
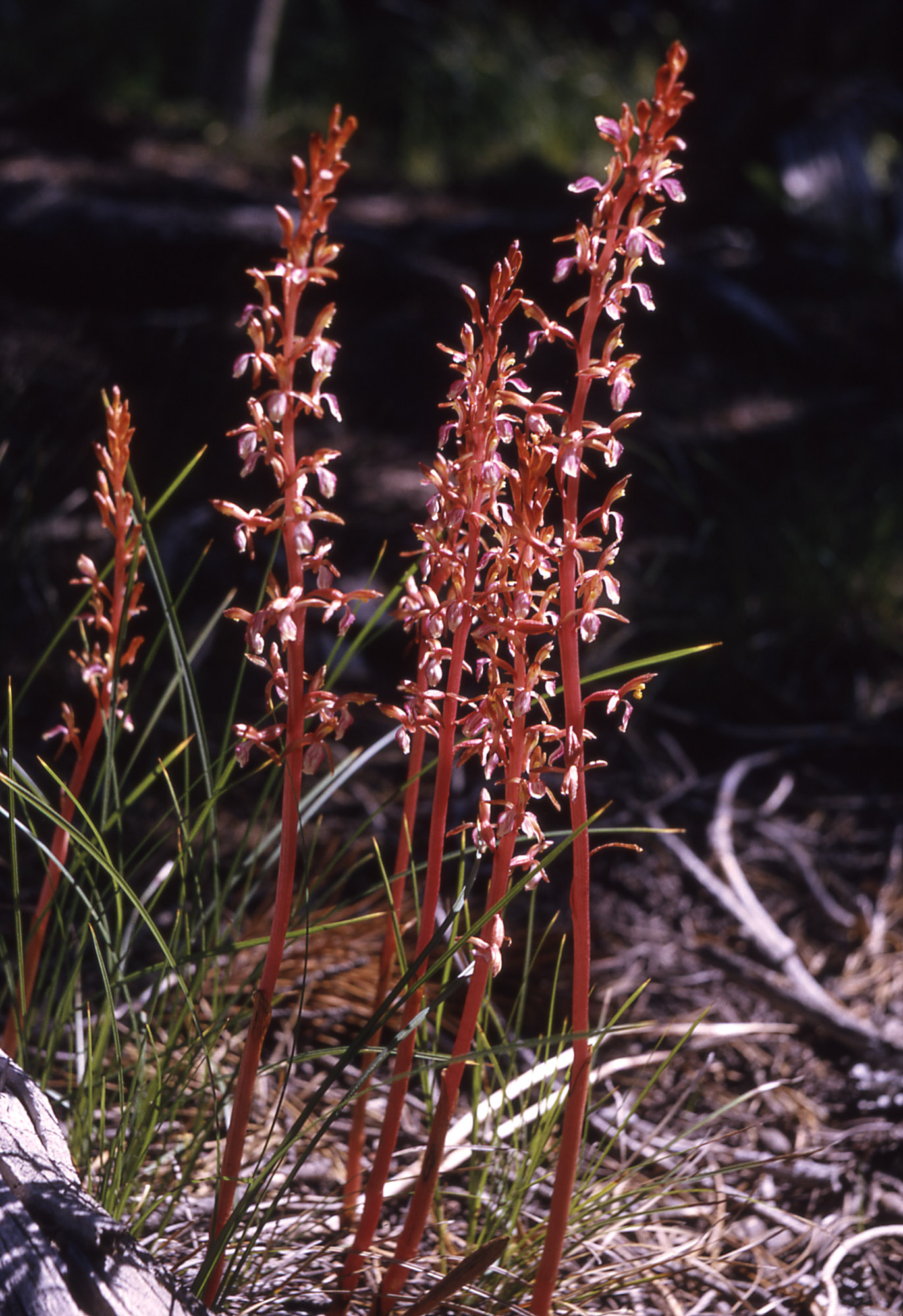
C. mertensiana
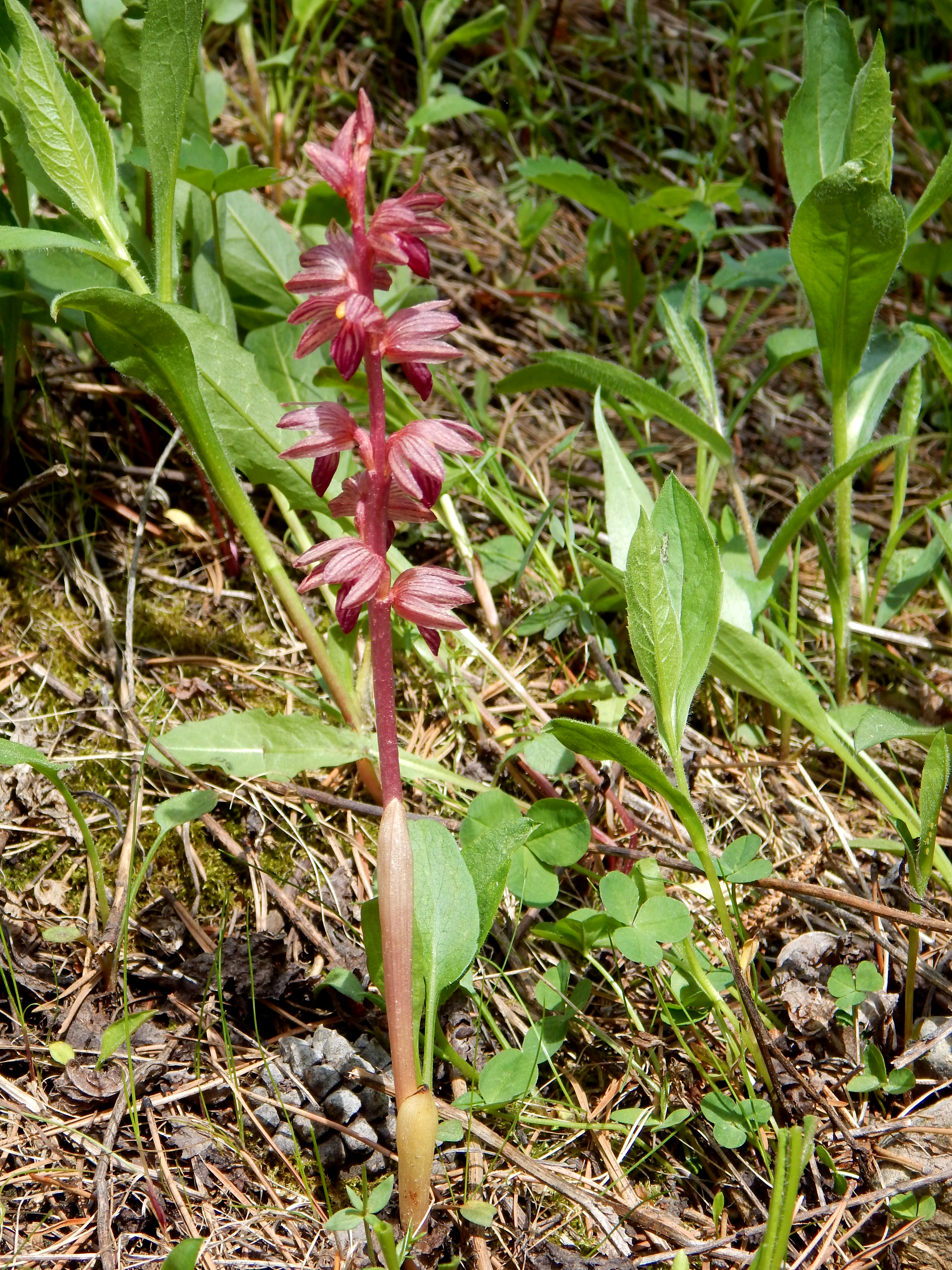
C. striata